# Ingrid Pitt
Ingrid Pitt (n. Natașa Petrovna; n. 21 noiembrie 1937, Varșovia, Polonia – d. 23 noiembrie 2010, South London⁠(d), Anglia, Regatul Unit) a fost o actriță și scriitoare britanică.

## Filmografie(selectată)
- 1964 Sound of Horror
- 1965 Falstaff, regia Orson Welles
- 1965 Doctor Jivago (Doctor Zhivago), regia David Lean
- 1966 Un Beso en el puerto
- 1966 A Funny Thing Happened on the Way to the Forum
- 1968 The Omegans
- 1968 Acolo unde se avântă vulturii (Where Eagles Dare), regia Brian G. Hutton
- 1970 Casa care picura sânge (The House That Dripped Blood)
- 1970 The Vampire Lovers
- 1971 Jason King (TV series) - guest star
- 1971 Nobody Ordered Love
- 1971 Countess Dracula
- 1973 The Wicker Man
- 1975 Thriller  (TV), (UK)
- 1981 Unity (TV)
- 1981 Artemis 81 (TV)
- 1982 Who Dares Wins
- 1982 Smiley's People TV miniseries
- 1983 Octopussy
- 1983 The Comedy of Errors (TV)
- 1984 The House (TV)
- 1984 Bones
- 1985 Underworld
- 1985 Wild Geese II
- 1988 Hanna's War
- 2000 The Asylum
- 2000 Green Fingers
- 2005 Minotaur
- 2006 Sea of Dust
- 1980 Cuckoo Run
- 1984 The Perons
- 1985 Eva's Spell
- 1986 Katarina

## Opere
- The Ingrid Pitt Bedside Companion for Vampire Lovers (1998)
- The Autobiography of Ingrid Pitt : Life's A Scream (1999)
- Ingrid Pitt Bedside Companion for Ghosthunters (1999)
- The Ingrid Pitt Book of Murder, Torture and Depravity (2000)